# Logstor
LOGSTOR Denmark Holding ApS (tidligere Løgstør Rør) er en dansk virksomhed der fabrikerer rør og med hovedsæde i Løgstør.
Virksomheden blev stiftet i 1960 og i 2013 solgt til kapitalfonden Triton, der i 2021 solgte virksomheden videre til irske Kingspan Group. Den producerer præisolerede rør.